# Neophocaena
Le neofocene (Neophocaena Palmer, 1899) sono un genere di cetacei della famiglia delle focene (Phocoenidae). Devono il nome comune inglese di Finless porpoises («focene senza pinna») alla mancanza della pinna dorsale, che conferisce loro un aspetto liscio e arrotondato.

## Descrizione

Dimensioni messe a confronto con quelle di un essere umano.

Le neofocene possono misurare fino a 2,0 metri di lunghezza e pesare fino a 100 kg, ma generalmente sono molto più piccole. Sono focene affusolate, caratterizzate dall'assenza di rostro e di pinna dorsale. La regione dorsale è piatta, con una cresta di tubercoli simili a verruche da metà dorso fino al peduncolo caudale. La fronte arrotondata si innalza ripida dal muso, il melone lievemente bulboso sovrasta spesso il labbro superiore, e la breve linea della bocca è leggermente incurvata verso l'alto. Le pinne pettorali sono relativamente grandi, di lunghezza paragonabile al 20% di quella totale del corpo. Gli adulti presentano generalmente una livrea uniforme di colore grigio chiaro, ma alcuni individui possono avere zone di pelle più chiara intorno alla bocca o zone più scure davanti alle pinne pettorali. I neonati di N. asiaeorientalis e N. sunameri sono prevalentemente neri, con del grigio intorno alla zona della cresta dorsale, ma diventano completamente grigi nel giro di quattro-sei mesi. Al contrario, i neonati di N. phocaenoides sono di colore grigio crema chiaro e scuriscono con l'età.

### Anatomia interna

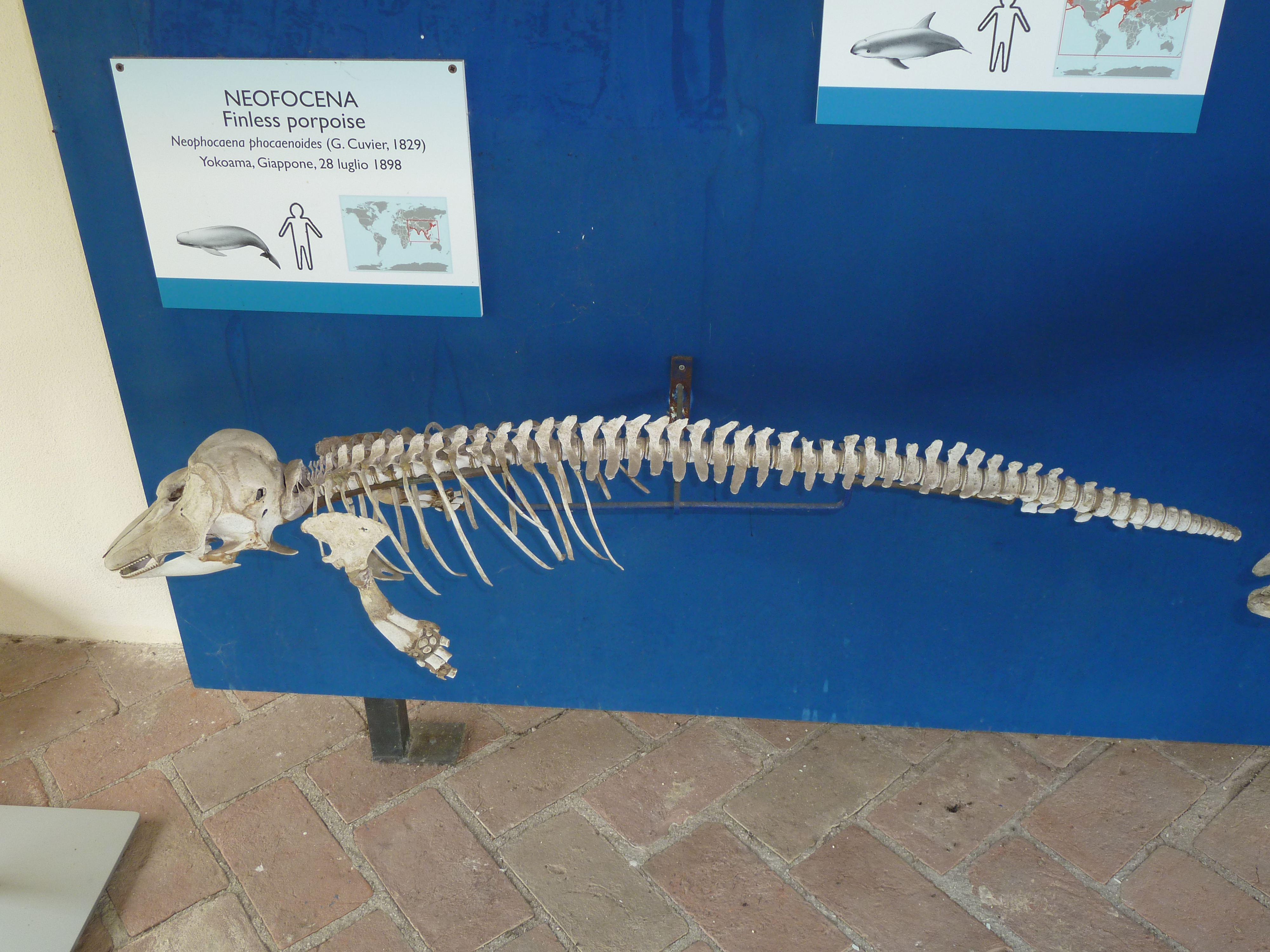
Scheletro nel Museo di storia naturale dell'Università di Pisa.

L'anatomia delle neofocene è stata studiata relativamente bene, rispetto a quella di altre specie di cetacei. Grazie alle ricerche effettuate, per esempio, sappiamo che i tubercoli situati lungo la cresta dorsale contengono numerose terminazioni nervose che potrebbero avere una funzione sensoriale. Anche l'apparato uditivo sembra essere ben sviluppato, con fibre nervose grandi e numerose perfette per una rapida comunicazione tra orecchie e cervello. Al contrario, la vista è scarsamente sviluppata: il cristallino è di dimensioni ridotte, le fibre del nervo ottico sono scarse e i muscoli oculari sono poco sviluppati.
Lo scheletro è straordinariamente leggero, pari ad appena il 5% del peso totale dell'animale. Vi sono dalle 58 alle 65 vertebre, circa metà delle quali poste nella coda, e le prime tre vertebre cervicali sono fuse in una singola struttura. La gabbia toracica è formata da dieci a quattordici paia di costole; in alcuni esemplari, è stata riscontrata la presenza di ua coppia di costole vestigiali nel collo, associate alla settima vertebra cervicale. Vi sono 44 paia di nervi spinali.
Nel condotto nasale vi sono nove o dieci sacche aeree, dalla struttura complicata, in grado di sigillare tutta l'aria all'interno del passaggio. Dietro ad esse, vi è una coppia addizionale di sacche vomeronasali. La trachea, tuttavia, è breve, con appena quattro anelli cartilaginei. Lo stomaco presenta tre camere, il cieco è assente e non vi è alcuna distinzione tra intestino tenue e crasso.

## Biologia
Le neofocene vengono considerate generalmente animali pacifici. Talvolta saltano emergendo dall'acqua, mostrano la coda o compiono spyhopping, ma solo occasionalmente breaching. Le immersioni non durano più di 11-15 secondi. Vivono in piccoli gruppi che solo raramente sono composti da più di quattro individui. La loro dieta è costituita da pesci, crostacei (gamberetti) e molluschi. I piccoli nascono dopo un periodo di gestazione di 11 mesi e vengono allattati fino all'età di 6-15 mesi.

## Distribuzione e habitat

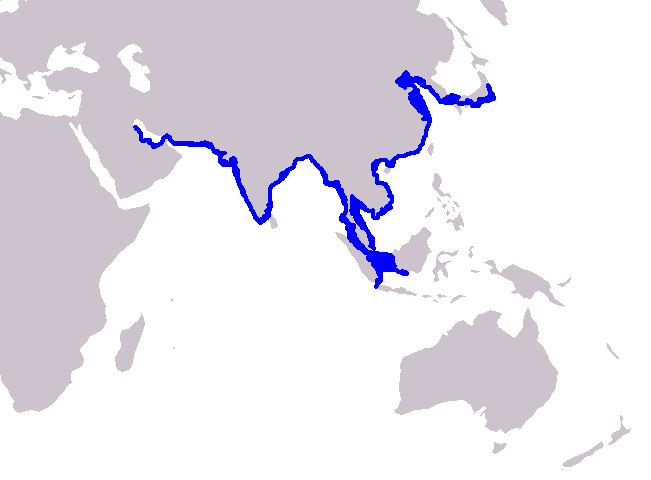
Areale delle neofocene.

Le neofocene vivono nelle acque costiere asiatiche dal golfo Persico al Giappone, e sono particolarmente comuni nelle acque indiane, indonesiane, cinesi e giapponesi. Si possono incontrare anche negli estuari e persino nei fiumi, come lo Yangtze. Nella maggior parte dei casi rimangono in acque profonde meno di 50 metri.

## Tassonomia
Nel XIX secolo furono descritte in tutto quattro specie di neofocena, ma la loro descrizione, nella maggior parte dei casi, si basava sull'analisi di un solo esemplare. Il genere Neophocaena venne istituito nel 1899 dallo zoologo americano Theodore Sherman Palmer. Per tutto il XX secolo il genere è stato considerato monotipico, con Neophocaena phocaenoides come unica specie. Nel 2011, tuttavia, sono state riconvalidate altre due specie, che erano già state descritte rispettivamente nel 1972 e nel 1975, la rarissima Neophocaena asiaeorientalis, diffusa nello Yangtze, e la più comune Neophocaena sunameri, delle acque sudcoreane e giapponesi.

## Conservazione
Queste specie non sono state ancora studiate approfonditamente per poterne stimare con precisione il livello di minaccia. A causa delle loro abitudini costiere, fattori come le collisioni con le barche a motore, il rumore delle navi, l'intrappolamento nelle reti da pesca e l'inquinamento degli oceani rappresentano pericoli da non sottovalutare. Due studi, uno della fine degli anni '70, l'altro del 1999/2000, indicano che la popolazione e l'areale del genere sono diminuiti. I pericoli sopraelencati e il declino delle popolazioni interessano tutte e tra le specie oggi conosciute. Gli scienziati ipotizzano che tale declino persista da decenni. In un censimento del 2006, nello Yangtze vennero censiti tra i 1100 e i 1200 esemplari di Neophocaena asiaeorientalis: un decennio prima, ne erano stati contati circa 2700.